# پیترو لورنزینی
پیترو لورنزینی (انگلیسی: Pietro Lorenzini؛ زادهٔ ۱۷ مارس ۱۹۸۹) بازیکن فوتبال اهل ایتالیا است.
از باشگاه‌هایی که در آن بازی کرده‌است می‌توان به باشگاه فوتبال پارما اشاره کرد.
وی همچنین در تیم ملی فوتبال Italy U-16 بازی کرده‌است.